# Programa de Engenharia de Sistemas e Computação
O Programa de Engenharia de Sistemas e Computação, da COPPE/UFRJ, foi fundado em 1970, sendo um dos prmeiros e até hoje um dos principais programas de Pós-Graduação e Ciência da Computação no país, classificado com a nota máxima na avaliação da CAPES.   
Inicialmente só Programa de Engenharia de Sistemas, rapidamente foi renomeado para caracterizar a importância da Ciência da Computação em seu escopo. 

## História

### Década de 70
Em 1971 foram  defendidas as primeiras dissertações de mestrado do Programa.  No início, o desafio era implantar uma pós-graduação de alto nível no Brasil, e isso implicou no envio de professores para fazer o doutorado no exterior e na contratação de professores estrangeiros para dar aula no Brasil, havendo inclusive um acordo com Berkeley para formar doutores no Brasil, com investimento direto da COPPE. 
Nos primeiros anos, a área de Sistemas tinha uma presença grande, porém ao longo do tempo a Ciência da Computação se transformou no foco principal do sistema. É de se notar dissertações que apresentaram um compilador Snobol em 1971 e um compilador Fortran em 1972. Daquela época existem muitas reminiscências, como a “invasão” de salas ainda não aproveitadas por outros departamentos para consolidar o primeiro espaço do Programa e a necessidade de, no meio da ditadura, de professores se esconderem ou até mesmo saírem do país.
Dos primeiros anos são raras as notícias de jornal e a Computação era uma especialidade de muitas promessas, mas muito longe do dia a dia. O “cérebro eletrônico” era um mistério que ainda tinha que ser explicado para os leigos.

### Década de 80
Em 1984, o prof. Ronaldo Marinho Persiano projetou a primeira placa gráfica brasileira, mais barata e com melhor resolução e mais cores que as placas IBM e Hércules da época.
Também, na década de 80, foi desenvolvido o NCP 1, também conhecido como MACACO, um computador de alta potência, paralelo, com oito nós em uma configuração de hipercubo, em um projeto coordenado pelo Prof. Claudio Amorim. O supercomputador chegou a ser notícia no New York Times, por ser um avanço que preocupava a indústria de super-computadores americana, que acabou por pedir ao seu governo a licença para exportar para o Brasil antes que uma indústria própria se desenvolvesse aqui.  
Já em 1987, o PESC liderou a criação do primeiro Laboratório de Computação Gráfica da UFRJ, o LCG. Na época, uma colaboração com a Cobra, onde foram instalados vários sistemas modernos para a época e que dificilmente eram encontrados em uma universidade brasileira.

### Década de 90
Outro pioneirismo foi a participação do Programa, no projeto LEP do CERN, de Física de Altas Energias, na década de 1990. O LEP foi o maior acelerador de partículas da época, ocupando o mesmo túnel onde se encontra hoje o LHC, onde pesquisadores do PESC desenvolveram o sistema de book keeping, o sistema de gerenciamento de fitas e o um sistema de filtro e rotulação de dados para o projeto Delphi. O projeto de colaboração com o PESC foi liderado pelos professores Jano de Souza e Ana Regina Cavalcanti da Rocha, e serviu como Plataforma para formação de alunos que se tornaram professores, como Claudia Werner e Geraldo Xexéo. Durante esse projeto o PESC instalou o primeiro Web Server do Brasil.
Juntando a ciência com a ação social, o prof. Luis Felipe Magalhães de Moraes, liderou em 1999 o projeto de TI da Delegacia do Futuro do Estado do Rio de Janeiro, e ainda instalou redes wi-fi na orla e na Favela da Maré.

### Década de 2000
Outro marco foi a primeira patente de computação dada a uma universidade brasileira no Brasil. PI 9703819-9 “Processo de Síntese e Aparelho para Temporização Assíncrona de Circuitos e Sistemas Digitais Multi-Fásicos”, do professor Felipe França. No mesmo dia, 3 de julho de 2007, por coincidência, o prof. Claudio Amorim, também obteve a primeira patente do PESC nos EUA.

### Década de 2010
Um passo importante da atuação do PESC na sociedade de informática no Brasil foi a liderança da profa. Ana Regina Cavalcanti da Rocha, e seus ex-alunos, na criação do Modelo de Melhoria do Processo de Software Brasileiro – MPS.br, em 2013, que inclusive foi exportado para outros países, como Chile e Argentina. Esse projeto levou a vários prêmios.

## Problemas Teóricos Resolvidos
Entre as contribuições teóricas mais importantes, um problema de 40 anos, a NP-completude do problema de reconhecimento dos grafos clique, foi resolvido em 2011 por uma equipe formada pela professora Celina Figueiredo e contando também com egressos do PESC. Outro problema, esse com 25 anos, o da partição assimétrica proposto por Chvátal em 1985, teve a participação da profas. Celina Figueiredo e Sulamita Klein.